# Parque nacional Islas Esperanza
Islas Esperanza es un parque nacional en Queensland (Australia), ubicado a 37 km al sureste de Cooktown y a 1521 km al noroeste de Brisbane.

## Datos
- Área: 1,74 km²;
- Coordenadas: 15°43′53″S 145°27′26″E / -15.73139, 145.45722
- Fecha de Creación: 1939
- Administración: Servicio para la Vida Salvaje de Queensland
- Categoría IUCN: II

Véase también:
- Zonas protegidas de Queensland